# Lista de mesorregiões e microrregiões de Santa Catarina

Mapa de Santa Catarina mostrando seus municípios agrupados em microrregiões, que por sua vez estão agrupadas em mesorregiões.

Esta é a lista de mesorregiões e microrregiões de Santa Catarina, estado brasileiro da Região Sul do país. O estado de Santa Catarina foi dividido geograficamente pelo IBGE em seis mesorregiões, que por sua vez abrangiam 20 microrregiões, segundo o quadro vigente entre 1989 e 2017.
Em 2017, o IBGE extinguiu as mesorregiões e microrregiões, criando um novo quadro regional brasileiro, com novas divisões geográficas denominadas, respectivamente, regiões geográficas intermediárias e imediatas.

## Mesorregiões de Santa Catarina
| Mesorregião          | Código | Número de municípios | Localização      | Microrregiões       | Código |
| -------------------- | ------ | -------------------- | ---------------- | ------------------- | ------ |
| Oeste Catarinense    | 01     | 118                  |                  | São Miguel do Oeste | 001    |
| Oeste Catarinense    | 01     | 118                  | Chapecó          | 002                 |        |
| Oeste Catarinense    | 01     | 118                  | Xanxerê          | 003                 |        |
| Oeste Catarinense    | 01     | 118                  | Joaçaba          | 004                 |        |
| Oeste Catarinense    | 01     | 118                  | Concórdia        | 005                 |        |
| Norte Catarinense    | 02     | 26                   |                  | Canoinhas           | 006    |
| Norte Catarinense    | 02     | 26                   | São Bento do Sul | 007                 |        |
| Norte Catarinense    | 02     | 26                   | Joinville        | 008                 |        |
| Serrana              | 03     | 30                   |                  | Curitibanos         | 009    |
| Serrana              | 03     | 30                   | Campos de Lages  | 010                 |        |
| Vale do Itajaí       | 04     | 54                   |                  | Rio do Sul          | 011    |
| Vale do Itajaí       | 04     | 54                   | Blumenau         | 012                 |        |
| Vale do Itajaí       | 04     | 54                   | Itajaí           | 013                 |        |
| Vale do Itajaí       | 04     | 54                   | Ituporanga       | 014                 |        |
| Grande Florianópolis | 05     | 21                   |                  | Tijucas             | 015    |
| Grande Florianópolis | 05     | 21                   | Florianópolis    | 016                 |        |
| Grande Florianópolis | 05     | 21                   | Tabuleiro        | 017                 |        |
| Sul Catarinense      | 06     | 46                   |                  | Tubarão             | 018    |
| Sul Catarinense      | 06     | 46                   | Criciúma         | 019                 |        |
| Sul Catarinense      | 06     | 46                   | Araranguá        | 020                 |        |

## Microrregiões de Santa Catarina divididas por mesorregiões

### Mesorregião do Oeste Catarinense
| Microrregião        | Código | Localização                  | Municípios       |
| ------------------- | ------ | ---------------------------- | ---------------- |
| São Miguel do Oeste | 001    |                              | Anchieta         |
| São Miguel do Oeste | 001    | Bandeirante                  |                  |
| São Miguel do Oeste | 001    | Barra Bonita                 |                  |
| São Miguel do Oeste | 001    | Belmonte                     |                  |
| São Miguel do Oeste | 001    | Descanso                     |                  |
| São Miguel do Oeste | 001    | Dionísio Cerqueira           |                  |
| São Miguel do Oeste | 001    | Guaraciaba                   |                  |
| São Miguel do Oeste | 001    | Guarujá do Sul               |                  |
| São Miguel do Oeste | 001    | Iporã do Oeste               |                  |
| São Miguel do Oeste | 001    | Itapiranga                   |                  |
| São Miguel do Oeste | 001    | Mondaí                       |                  |
| São Miguel do Oeste | 001    | Palma Sola                   |                  |
| São Miguel do Oeste | 001    | Paraíso                      |                  |
| São Miguel do Oeste | 001    | Princesa                     |                  |
| São Miguel do Oeste | 001    | Riqueza                      |                  |
| São Miguel do Oeste | 001    | Romelândia                   |                  |
| São Miguel do Oeste | 001    | Santa Helena                 |                  |
| São Miguel do Oeste | 001    | São João do Oeste            |                  |
| São Miguel do Oeste | 001    | São José do Cedro            |                  |
| São Miguel do Oeste | 001    | São Miguel do Oeste          |                  |
| São Miguel do Oeste | 001    | Tunápolis                    |                  |
| Chapecó             | 002    |                              | Águas de Chapecó |
| Chapecó             | 002    | Águas Frias                  |                  |
| Chapecó             | 002    | Bom Jesus do Oeste           |                  |
| Chapecó             | 002    | Caibi                        |                  |
| Chapecó             | 002    | Campo Erê                    |                  |
| Chapecó             | 002    | Caxambu do Sul               |                  |
| Chapecó             | 002    | Chapecó                      |                  |
| Chapecó             | 002    | Cordilheira Alta             |                  |
| Chapecó             | 002    | Coronel Freitas              |                  |
| Chapecó             | 002    | Cunha Porã                   |                  |
| Chapecó             | 002    | Cunhataí                     |                  |
| Chapecó             | 002    | Flor do Sertão               |                  |
| Chapecó             | 002    | Formosa do Sul               |                  |
| Chapecó             | 002    | Guatambu                     |                  |
| Chapecó             | 002    | Iraceminha                   |                  |
| Chapecó             | 002    | Irati                        |                  |
| Chapecó             | 002    | Jardinópolis                 |                  |
| Chapecó             | 002    | Maravilha                    |                  |
| Chapecó             | 002    | Modelo                       |                  |
| Chapecó             | 002    | Nova Erechim                 |                  |
| Chapecó             | 002    | Nova Itaberaba               |                  |
| Chapecó             | 002    | Novo Horizonte               |                  |
| Chapecó             | 002    | Palmitos                     |                  |
| Chapecó             | 002    | Pinhalzinho                  |                  |
| Chapecó             | 002    | Planalto Alegre              |                  |
| Chapecó             | 002    | Quilombo                     |                  |
| Chapecó             | 002    | Saltinho                     |                  |
| Chapecó             | 002    | Santa Terezinha do Progresso |                  |
| Chapecó             | 002    | Santiago do Sul              |                  |
| Chapecó             | 002    | São Bernardino               |                  |
| Chapecó             | 002    | São Carlos                   |                  |
| Chapecó             | 002    | São Lourenço do Oeste        |                  |
| Chapecó             | 002    | São Miguel da Boa Vista      |                  |
| Chapecó             | 002    | Saudades                     |                  |
| Chapecó             | 002    | Serra Alta                   |                  |
| Chapecó             | 002    | Sul Brasil                   |                  |
| Chapecó             | 002    | Tigrinhos                    |                  |
| Chapecó             | 002    | União do Oeste               |                  |
| Xanxerê             | 003    |                              | Abelardo Luz     |
| Xanxerê             | 003    | Bom Jesus                    |                  |
| Xanxerê             | 003    | Coronel Martins              |                  |
| Xanxerê             | 003    | Entre Rios                   |                  |
| Xanxerê             | 003    | Faxinal dos Guedes           |                  |
| Xanxerê             | 003    | Galvão                       |                  |
| Xanxerê             | 003    | Ipuaçu                       |                  |
| Xanxerê             | 003    | Jupiá                        |                  |
| Xanxerê             | 003    | Lajeado Grande               |                  |
| Xanxerê             | 003    | Marema                       |                  |
| Xanxerê             | 003    | Ouro Verde                   |                  |
| Xanxerê             | 003    | Passos Maia                  |                  |
| Xanxerê             | 003    | Ponte Serrada                |                  |
| Xanxerê             | 003    | São Domingos                 |                  |
| Xanxerê             | 003    | Vargeão                      |                  |
| Xanxerê             | 003    | Xanxerê                      |                  |
| Xanxerê             | 003    | Xaxim                        |                  |
| Joaçaba             | 004    |                              | Água Doce        |
| Joaçaba             | 004    | Arroio Trinta                |                  |
| Joaçaba             | 004    | Caçador                      |                  |
| Joaçaba             | 004    | Calmon                       |                  |
| Joaçaba             | 004    | Capinzal                     |                  |
| Joaçaba             | 004    | Catanduvas                   |                  |
| Joaçaba             | 004    | Erval Velho                  |                  |
| Joaçaba             | 004    | Fraiburgo                    |                  |
| Joaçaba             | 004    | Herval d'Oeste               |                  |
| Joaçaba             | 004    | Ibiam                        |                  |
| Joaçaba             | 004    | Ibicaré                      |                  |
| Joaçaba             | 004    | Iomerê                       |                  |
| Joaçaba             | 004    | Jaborá                       |                  |
| Joaçaba             | 004    | Joaçaba                      |                  |
| Joaçaba             | 004    | Lacerdópolis                 |                  |
| Joaçaba             | 004    | Lebon Régis                  |                  |
| Joaçaba             | 004    | Luzerna                      |                  |
| Joaçaba             | 004    | Macieira                     |                  |
| Joaçaba             | 004    | Matos Costa                  |                  |
| Joaçaba             | 004    | Ouro                         |                  |
| Joaçaba             | 004    | Pinheiro Preto               |                  |
| Joaçaba             | 004    | Rio das Antas                |                  |
| Joaçaba             | 004    | Salto Veloso                 |                  |
| Joaçaba             | 004    | Tangará                      |                  |
| Joaçaba             | 004    | Treze Tílias                 |                  |
| Joaçaba             | 004    | Vargem Bonita                |                  |
| Joaçaba             | 004    | Videira                      |                  |
| Concórdia           | 005    |                              | Alto Bela Vista  |
| Concórdia           | 005    | Arabutã                      |                  |
| Concórdia           | 005    | Arvoredo                     |                  |
| Concórdia           | 005    | Concórdia                    |                  |
| Concórdia           | 005    | Ipira                        |                  |
| Concórdia           | 005    | Ipumirim                     |                  |
| Concórdia           | 005    | Irani                        |                  |
| Concórdia           | 005    | Itá                          |                  |
| Concórdia           | 005    | Lindóia do Sul               |                  |
| Concórdia           | 005    | Paial                        |                  |
| Concórdia           | 005    | Peritiba                     |                  |
| Concórdia           | 005    | Piratuba                     |                  |
| Concórdia           | 005    | Presidente Castello Branco   |                  |
| Concórdia           | 005    | Seara                        |                  |
| Concórdia           | 005    | Xavantina                    |                  |

### Mesorregião do Norte Catarinense
| Microrregião     | Código | Localização            | Municípios          |
| ---------------- | ------ | ---------------------- | ------------------- |
| Canoinhas        | 006    |                        | Bela Vista do Toldo |
| Canoinhas        | 006    | Canoinhas              |                     |
| Canoinhas        | 006    | Irineópolis            |                     |
| Canoinhas        | 006    | Itaiópolis             |                     |
| Canoinhas        | 006    | Mafra                  |                     |
| Canoinhas        | 006    | Major Vieira           |                     |
| Canoinhas        | 006    | Monte Castelo          |                     |
| Canoinhas        | 006    | Papanduva              |                     |
| Canoinhas        | 006    | Porto União            |                     |
| Canoinhas        | 006    | Santa Terezinha        |                     |
| Canoinhas        | 006    | Timbó Grande           |                     |
| Canoinhas        | 006    | Três Barras            |                     |
| São Bento do Sul | 007    |                        | Campo Alegre        |
| São Bento do Sul | 007    | Rio Negrinho           |                     |
| São Bento do Sul | 007    | São Bento do Sul       |                     |
| Joinville        | 008    |                        | Araquari            |
| Joinville        | 008    | Balneário Barra do Sul |                     |
| Joinville        | 008    | Corupá                 |                     |
| Joinville        | 008    | Garuva                 |                     |
| Joinville        | 008    | Guaramirim             |                     |
| Joinville        | 008    | Itapoá                 |                     |
| Joinville        | 008    | Jaraguá do Sul         |                     |
| Joinville        | 008    | Joinville              |                     |
| Joinville        | 008    | Massaranduba           |                     |
| Joinville        | 008    | São Francisco do Sul   |                     |
| Joinville        | 008    | Schroeder              |                     |

### Mesorregião Serrana
| Microrregião    | Código | Localização          | Municípios      |
| --------------- | ------ | -------------------- | --------------- |
| Curitibanos     | 009    |                      | Abdon Batista   |
| Curitibanos     | 009    | Brunópolis           |                 |
| Curitibanos     | 009    | Campos Novos         |                 |
| Curitibanos     | 009    | Curitibanos          |                 |
| Curitibanos     | 009    | Frei Rogério         |                 |
| Curitibanos     | 009    | Monte Carlo          |                 |
| Curitibanos     | 009    | Ponte Alta           |                 |
| Curitibanos     | 009    | Ponte Alta do Norte  |                 |
| Curitibanos     | 009    | Santa Cecília        |                 |
| Curitibanos     | 009    | São Cristóvão do Sul |                 |
| Curitibanos     | 009    | Vargem               |                 |
| Curitibanos     | 009    | Zortéa               |                 |
| Campos de Lages | 010    |                      | Anita Garibaldi |
| Campos de Lages | 010    | Bocaina do Sul       |                 |
| Campos de Lages | 010    | Bom Jardim da Serra  |                 |
| Campos de Lages | 010    | Bom Retiro           |                 |
| Campos de Lages | 010    | Campo Belo do Sul    |                 |
| Campos de Lages | 010    | Capão Alto           |                 |
| Campos de Lages | 010    | Celso Ramos          |                 |
| Campos de Lages | 010    | Cerro Negro          |                 |
| Campos de Lages | 010    | Correia Pinto        |                 |
| Campos de Lages | 010    | Lages                |                 |
| Campos de Lages | 010    | Otacílio Costa       |                 |
| Campos de Lages | 010    | Painel               |                 |
| Campos de Lages | 010    | Palmeira             |                 |
| Campos de Lages | 010    | Rio Rufino           |                 |
| Campos de Lages | 010    | São Joaquim          |                 |
| Campos de Lages | 010    | São José do Cerrito  |                 |
| Campos de Lages | 010    | Urubici              |                 |
| Campos de Lages | 010    | Urupema              |                 |

### Mesorregião do Vale do Itajaí
| Microrregião | Código | Localização          | Municípios         |
| ------------ | ------ | -------------------- | ------------------ |
| Rio do Sul   | 011    |                      | Agronômica         |
| Rio do Sul   | 011    | Aurora               |                    |
| Rio do Sul   | 011    | Braço do Trombudo    |                    |
| Rio do Sul   | 011    | Dona Emma            |                    |
| Rio do Sul   | 011    | Ibirama              |                    |
| Rio do Sul   | 011    | José Boiteux         |                    |
| Rio do Sul   | 011    | Laurentino           |                    |
| Rio do Sul   | 011    | Lontras              |                    |
| Rio do Sul   | 011    | Mirim Doce           |                    |
| Rio do Sul   | 011    | Pouso Redondo        |                    |
| Rio do Sul   | 011    | Presidente Getúlio   |                    |
| Rio do Sul   | 011    | Presidente Nereu     |                    |
| Rio do Sul   | 011    | Rio do Campo         |                    |
| Rio do Sul   | 011    | Rio do Oeste         |                    |
| Rio do Sul   | 011    | Rio do Sul           |                    |
| Rio do Sul   | 011    | Salete               |                    |
| Rio do Sul   | 011    | Taió                 |                    |
| Rio do Sul   | 011    | Trombudo Central     |                    |
| Rio do Sul   | 011    | Vitor Meireles       |                    |
| Rio do Sul   | 011    | Witmarsum            |                    |
| Blumenau     | 012    |                      | Apiúna             |
| Blumenau     | 012    | Ascurra              |                    |
| Blumenau     | 012    | Benedito Novo        |                    |
| Blumenau     | 012    | Blumenau             |                    |
| Blumenau     | 012    | Botuverá             |                    |
| Blumenau     | 012    | Brusque              |                    |
| Blumenau     | 012    | Doutor Pedrinho      |                    |
| Blumenau     | 012    | Gaspar               |                    |
| Blumenau     | 012    | Guabiruba            |                    |
| Blumenau     | 012    | Indaial              |                    |
| Blumenau     | 012    | Luiz Alves           |                    |
| Blumenau     | 012    | Pomerode             |                    |
| Blumenau     | 012    | Rio dos Cedros       |                    |
| Blumenau     | 012    | Rodeio               |                    |
| Blumenau     | 012    | Timbó                |                    |
| Itajaí       | 013    |                      | Balneário Camboriú |
| Itajaí       | 013    | Balneário Piçarras   |                    |
| Itajaí       | 013    | Barra Velha          |                    |
| Itajaí       | 013    | Bombinhas            |                    |
| Itajaí       | 013    | Camboriú             |                    |
| Itajaí       | 013    | Ilhota               |                    |
| Itajaí       | 013    | Itajaí               |                    |
| Itajaí       | 013    | Itapema              |                    |
| Itajaí       | 013    | Navegantes           |                    |
| Itajaí       | 013    | Penha                |                    |
| Itajaí       | 013    | Porto Belo           |                    |
| Itajaí       | 013    | São João do Itaperiú |                    |
| Ituporanga   | 014    |                      | Agrolândia         |
| Ituporanga   | 014    | Atalanta             |                    |
| Ituporanga   | 014    | Chapadão do Lageado  |                    |
| Ituporanga   | 014    | Imbuia               |                    |
| Ituporanga   | 014    | Ituporanga           |                    |
| Ituporanga   | 014    | Petrolândia          |                    |
| Ituporanga   | 014    | Vidal Ramos          |                    |

### Mesorregião da Grande Florianópolis
| Microrregião  | Código | Localização               | Municípios     |
| ------------- | ------ | ------------------------- | -------------- |
| Tijucas       | 015    |                           | Angelina       |
| Tijucas       | 015    | Canelinha                 |                |
| Tijucas       | 015    | Leoberto Leal             |                |
| Tijucas       | 015    | Major Gercino             |                |
| Tijucas       | 015    | Nova Trento               |                |
| Tijucas       | 015    | São João Batista          |                |
| Tijucas       | 015    | Tijucas                   |                |
| Florianópolis | 016    |                           | Antônio Carlos |
| Florianópolis | 016    | Biguaçu                   |                |
| Florianópolis | 016    | Florianópolis             |                |
| Florianópolis | 016    | Governador Celso Ramos    |                |
| Florianópolis | 016    | Palhoça                   |                |
| Florianópolis | 016    | Paulo Lopes               |                |
| Florianópolis | 016    | Santo Amaro da Imperatriz |                |
| Florianópolis | 016    | São José                  |                |
| Florianópolis | 016    | São Pedro de Alcântara    |                |
| Tabuleiro     | 017    |                           | Águas Mornas   |
| Tabuleiro     | 017    | Alfredo Wagner            |                |
| Tabuleiro     | 017    | Anitápolis                |                |
| Tabuleiro     | 017    | Rancho Queimado           |                |
| Tabuleiro     | 017    | São Bonifácio             |                |

### Mesorregião do Sul Catarinense
| Microrregião | Código | Localização               | Municípios       |
| ------------ | ------ | ------------------------- | ---------------- |
| Tubarão      | 018    |                           | Armazém          |
| Tubarão      | 018    | Braço do Norte            |                  |
| Tubarão      | 018    | Capivari de Baixo         |                  |
| Tubarão      | 018    | Garopaba                  |                  |
| Tubarão      | 018    | Grão-Pará                 |                  |
| Tubarão      | 018    | Gravatal                  |                  |
| Tubarão      | 018    | Imaruí                    |                  |
| Tubarão      | 018    | Imbituba                  |                  |
| Tubarão      | 018    | Jaguaruna                 |                  |
| Tubarão      | 018    | Laguna                    |                  |
| Tubarão      | 018    | Orleans                   |                  |
| Tubarão      | 018    | Pedras Grandes            |                  |
| Tubarão      | 018    | Pescaria Brava            |                  |
| Tubarão      | 018    | Rio Fortuna               |                  |
| Tubarão      | 018    | Sangão                    |                  |
| Tubarão      | 018    | Santa Rosa de Lima        |                  |
| Tubarão      | 018    | São Ludgero               |                  |
| Tubarão      | 018    | São Martinho              |                  |
| Tubarão      | 018    | Treze de Maio             |                  |
| Tubarão      | 018    | Tubarão                   |                  |
| Criciúma     | 019    |                           | Balneário Rincão |
| Criciúma     | 019    | Cocal do Sul              |                  |
| Criciúma     | 019    | Criciúma                  |                  |
| Criciúma     | 019    | Forquilhinha              |                  |
| Criciúma     | 019    | Içara                     |                  |
| Criciúma     | 019    | Lauro Müller              |                  |
| Criciúma     | 019    | Morro da Fumaça           |                  |
| Criciúma     | 019    | Nova Veneza               |                  |
| Criciúma     | 019    | Siderópolis               |                  |
| Criciúma     | 019    | Treviso                   |                  |
| Criciúma     | 019    | Urussanga                 |                  |
| Araranguá    | 020    |                           | Araranguá        |
| Araranguá    | 020    | Balneário Arroio do Silva |                  |
| Araranguá    | 020    | Balneário Gaivota         |                  |
| Araranguá    | 020    | Ermo                      |                  |
| Araranguá    | 020    | Jacinto Machado           |                  |
| Araranguá    | 020    | Maracajá                  |                  |
| Araranguá    | 020    | Meleiro                   |                  |
| Araranguá    | 020    | Morro Grande              |                  |
| Araranguá    | 020    | Passo de Torres           |                  |
| Araranguá    | 020    | Praia Grande              |                  |
| Araranguá    | 020    | Santa Rosa do Sul         |                  |
| Araranguá    | 020    | São João do Sul           |                  |
| Araranguá    | 020    | Sombrio                   |                  |
| Araranguá    | 020    | Timbé do Sul              |                  |
| Araranguá    | 020    | Turvo                     |                  |